# Uggelö (naturreservat)
Uggelö är ett naturreservat i  Söderköpings kommun i Östergötlands län.
Området är naturskyddat sedan 1984 och är 384 hektar stort. Reservatet omfattar udden Trännöhalsen, sju holmar, ett par mindre skär samt anslutande vattenområde i den innersta delen av Sankt Anna skärgård och norr om ön Uggelö. Öarna är barrskogsbevuxna med hällmarkstallskog på de högra partierna. I sänkor och sluttningar växer gran.